# Antiblemma aeson
Antiblemma aeson är en fjärilsart som beskrevs av William Schaus 1914. Antiblemma aeson ingår i släktet Antiblemma och familjen nattflyn. Inga underarter finns listade i Catalogue of Life.